# Emil Łazoryk

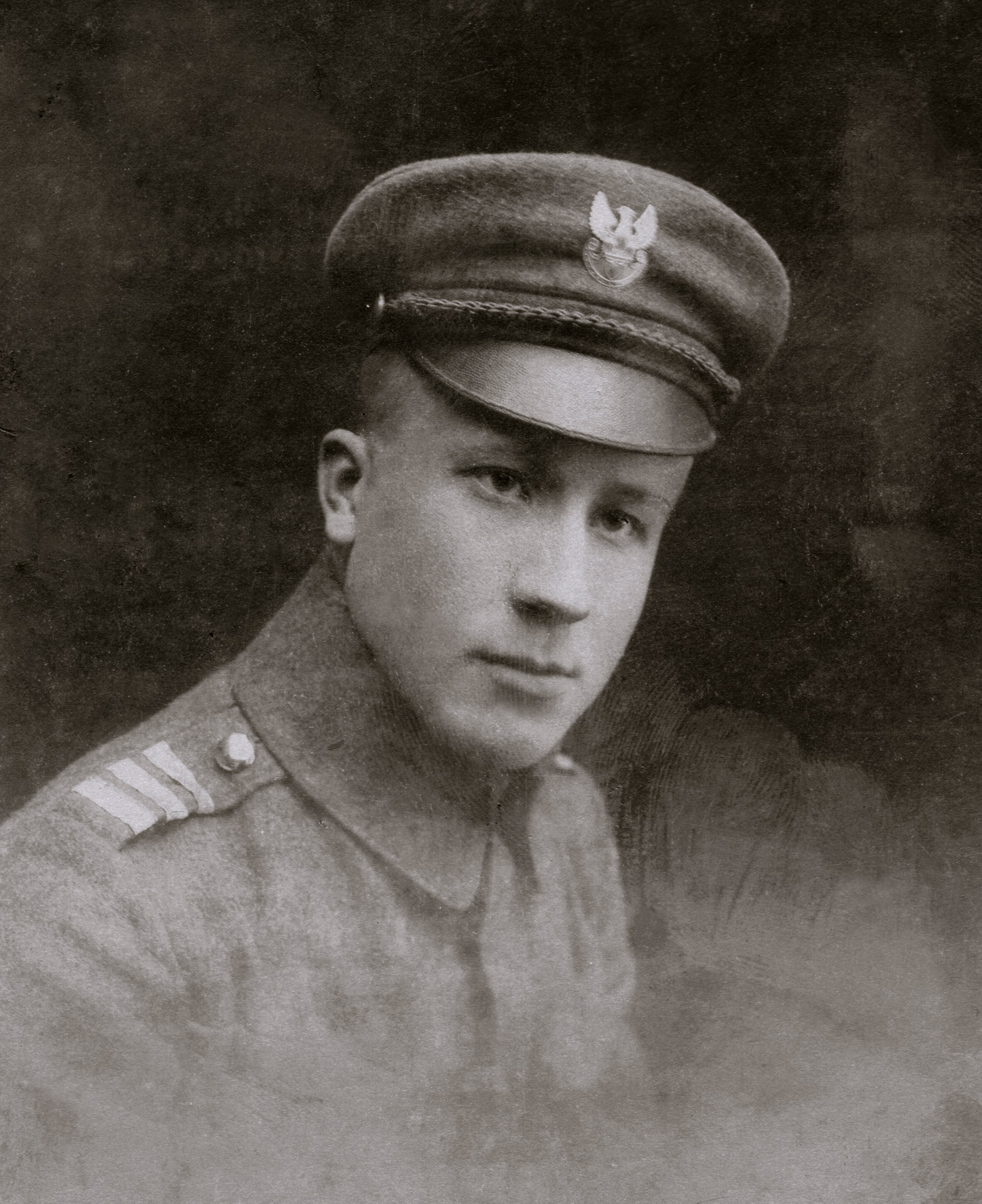
Emil Łazoryk (w 1921 r. - czas wojny polsko-bolszewickiej)

Emil Roman Łazoryk (ur. 9 sierpnia 1897 w Rohatynie, zm. 14 lutego 1945 w Krasnodonie) – polski budowniczy dróg i mostów, architekt, wykładowca akademicki.

## Życiorys
Syn Jana (1862-1906, sędziego Sądu Powiatowego w Stanisławowie) i Zofii z Zawirskich. Naukę w zakresie podstawowym oraz średnim rozpoczął w szkołach w Stanisławowie a następnie we Lwowie uczęszczając tutaj do C. K. II Szkoły Realnej gdzie złożył egzamin dojrzałości z odznaczeniem (tutaj jako Emilian – str. 89) w 1914 r. 
W tym samym roku rozpoczął studia w Wiedniu na Wydziale Inżynierii Lądowej i Wodnej w Politechnice Wiedeńskiej przenosząc się w 1916 na Politechnikę Lwowską. Równocześnie rozpoczął wtedy pracę jako technik pomiarowy w Kierownictwie Regulacji Sanu w Przemyślu a następnie jako technik budowlany w Centralnym Krajowym Towarzystwie Budowlanym przy odbudowie Gorlic. W 1917 r. został powołany do służby wojskowej w stopniu plutonowego w 19 p. obrony krajowej a 1 listopada 1918 przeszedł jako ochotnik do Wojska Polskiego – do 1 p. Strzelców Lwowskich biorąc udział w walkach o Lwów a następnie służył w 38 p. piechoty w Częstochowie.
W październiku 1919 powrócił na studia oraz otrzymał asystenturę przy docenturze budownictwa żelbetowego Politechniki Lwowskiej. W 1920 r. niezależnie od asystentury rozpoczął pracę zawodową jako statyk i konstruktor w firmie E. Czerwińskiego i A. Zachariewicza, gdzie był m.in. autorem projektu odbudowy uszkodzonego w czasie wojny gmachu Dyrekcji Poczt i Telegrafów we Lwowie. Dnia 1 listopada 1922 r. awansował na starszego asystenta przy Katedrze Budowy Mostów a 15 maja 1923 otrzymał z odznaczeniem dyplom inżyniera dróg i mostów. Równolegle z zajęciami w uczelni rozpoczął w 1923 r. pracę w Towarzystwie Robót Technicznych we Lwowie jako konstruktor i kierownik budów, gdzie wykonał liczne projekty budowli żelbetowych o nowatorskich nieraz rozwiązaniach, m.in. zakładu wodnego na Gnieźnie w Skomorochach w pow. tarnopolskim, mostu drogowego w Łucku, mostu na Turii w Kowlu i mostu na Ikwie w Dubnie, magazynów na benzynę w Dęblinie, wieży ciśnień w Ciechocinku. Ponadto w latach 1925-6 kierował budową linii kolejowej Łuck – Stojanów.

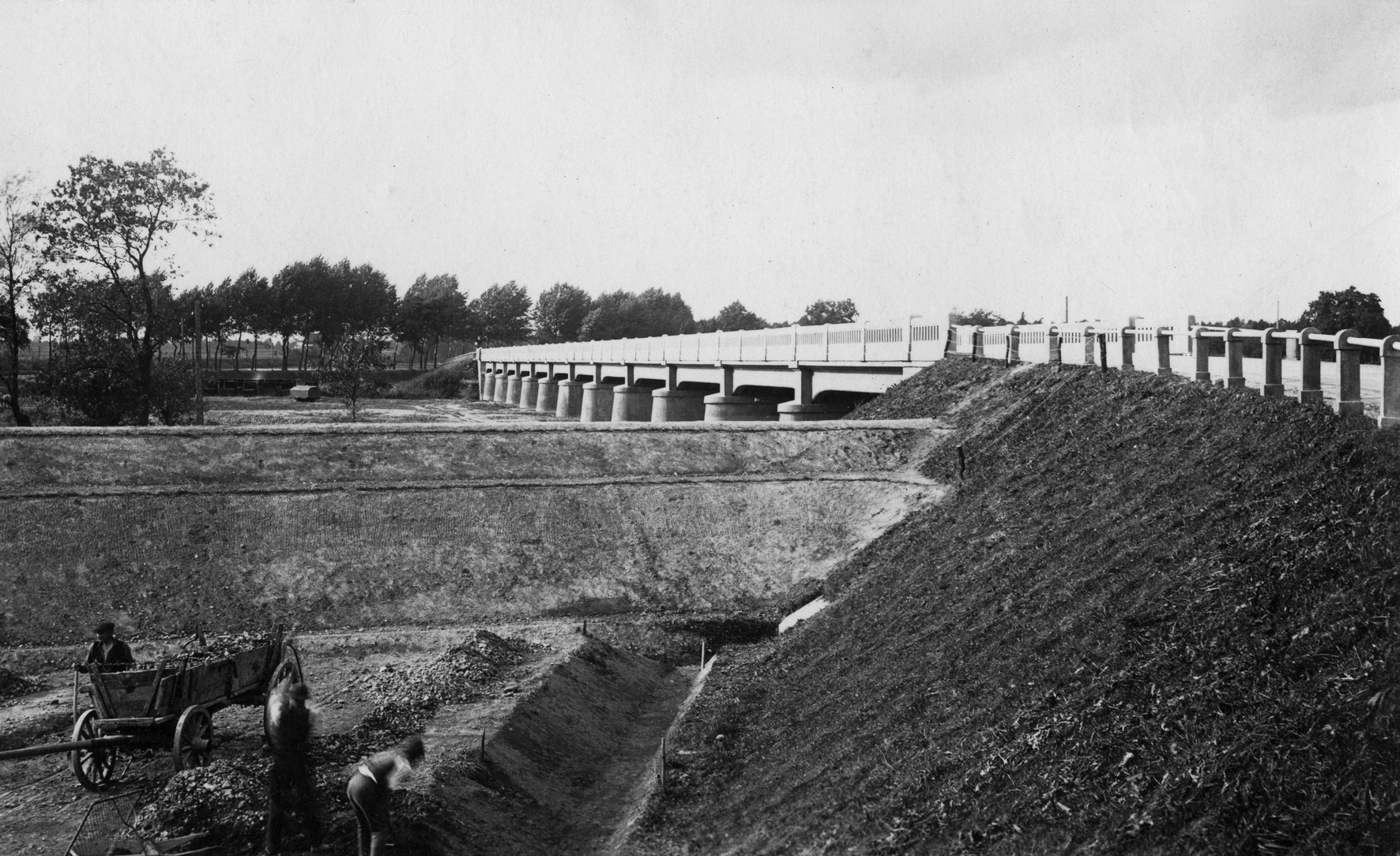
Most drogowy na Wiśle w Goczałkowicach z 1927 r., którego konstruktorem jest inż. Emil Łazoryk

W roku 1925 zrezygnował z pracy na Politechnice i poświęcił się wyłącznie pracy konstrukcyjnej w budownictwie. Projektował mosty i konstrukcje żelazo-betonowe, m.in. wybudowany w 1927 most w Czechowicach-Dziedzicach. Jako wysokiej klasy specjalista w 1930 r. uzyskał kwalifikacje rzeczoznawcy sądowego dla statyki, konstrukcji stalowych i żelbetowych. W 1927 r. przeniósł się do Sanoka obejmując kierownictwo Miejskiego Urzędu Budownictwa oraz dyrekcję zbudowanej przez siebie i wyposażonej elektrowni. W 1930 r. przeniósł się następnie do Katowic i tam objął stanowisko kierownika oddziału drogowego Urzędu Wojewódzkiego, referenta mostowego i inspektora drogowego. Na Śląsku opracował m.in. projekty hali fabrycznej dla Górnośląskich Zakładów Przemysłu Metalowego w Tarnowskich Górach, mostów - na Wiśle w Goczałkowicach i na Białej w Bielsku, wiaduktu w Tarnowskich Górach. Ogółem liczba opracowanych przez niego projektów wyniosła 150.

Dnia 1 października 1938 Łazoryk powrócił do Lwowa będąc powołanym na stanowisko profesora nadzwyczajnego i kierownika Katedry Statyki i Budownictwa Żelaznego i Żelazno-Betonowego na Wydziale Architektury Politechniki, którego był dziekanem. Niezależnie od tego zorganizował własną firmę budowlaną "Bitumak", specjalizującą się w budowie dróg i mostów, w której pełnił funkcję dyrektora. Był członkiem Polskiego Komitetu Normalizacyjnego w sekcji betonu i żelbetu oraz uczestnikiem licznych międzynarodowych kongresów. Był również autorem wielu prac naukowych i technicznych publikowanych przeważnie w czasopismach fachowych.

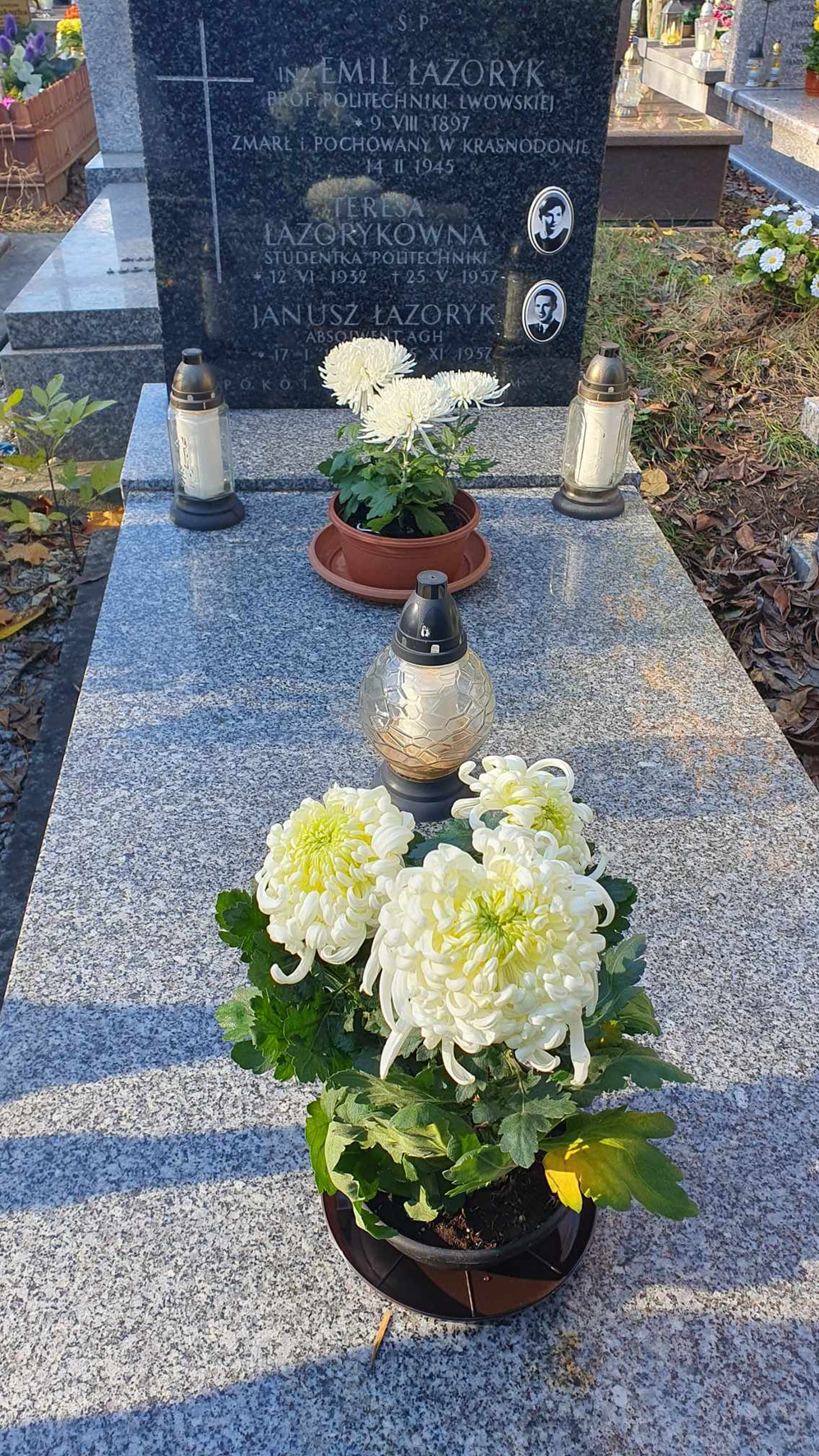
Grób symboliczny Emila Łazoryka na Cmentarzu Rakowickim w Krakowie

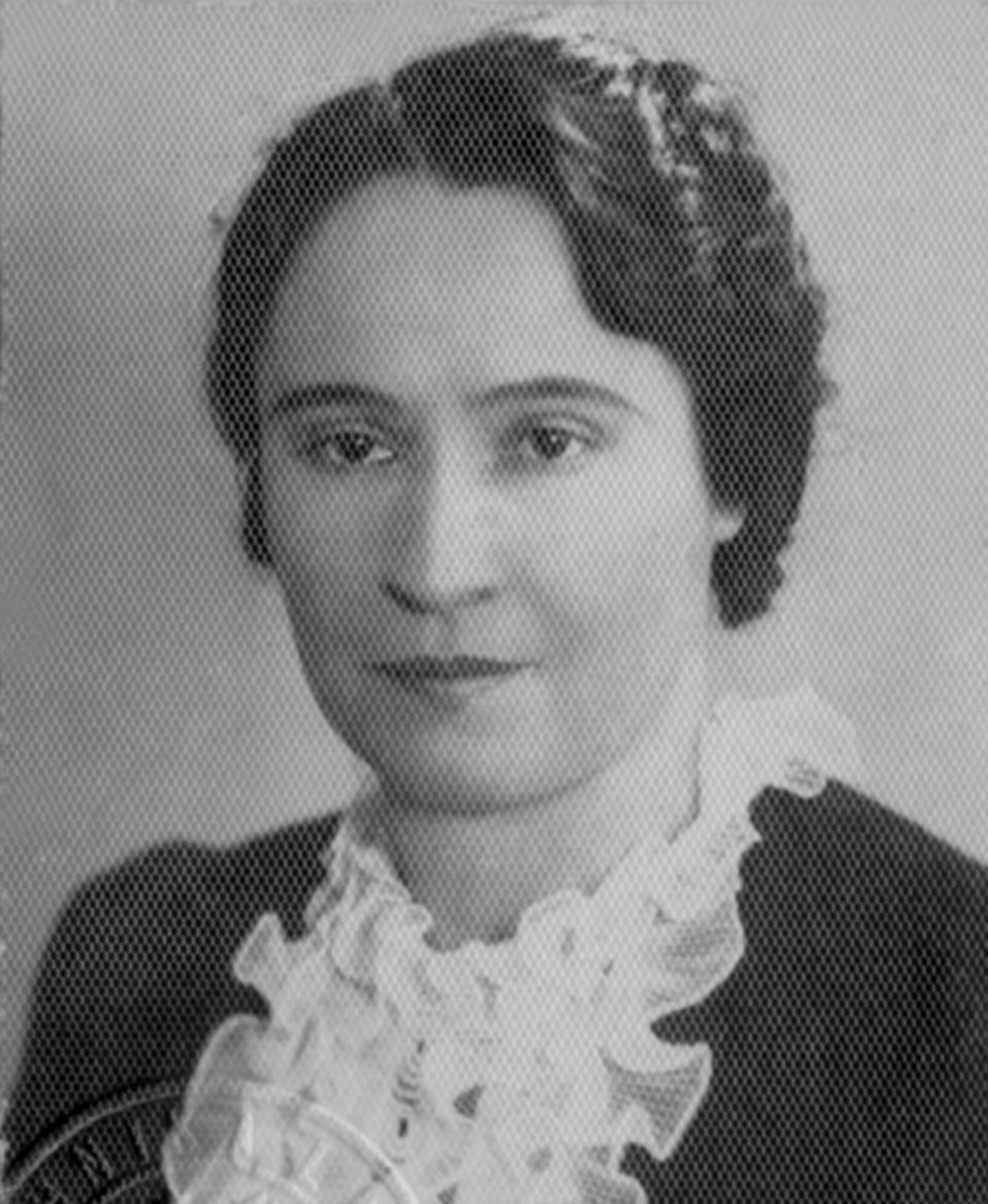
Olga Łazorykowa - żona Emila (Lwów, ok. 1938 r.

Wybrany na dziekana Wydziału Architektury na rok akad. 1939/40, został Ł. zatwierdzony na tym stanowisku przez władze radzieckie również na rok następny. Podczas okupacji niemieckiej pracował wraz z większością profesorów Politechniki Lwowskiej jako wykładowca w utworzonych wówczas Państwowych Kursach Technicznych. Po wyparciu Niemców powrócił we wrześniu 1944 na dawne stanowisko w Politechnice. Wobec rozpoczętych czystek etnicznych – zwłaszcza gdy Ł. znalazł się wśród 17 profesorów Politechniki sprzeciwiających się potępieniu rządu emigracyjnego oraz AK - w nocy z 2 na 3 stycznia został aresztowany przez NKWD i zesłany do obozu pracy sprawdzająco-filtrującego nr 037 w Krasnodonie, gdzie w wyniku wyniszczenia pracą fizyczną, głodu i nawrotu nie leczonej w obozie choroby zmarł dnia 14 lutego 1945 r.

## Życie prywatne
Posiadał rodzeństwo: siostrę Helenę (1894-1970) oraz dwóch braci - Bogdana (1896-1967) i Jana (1905-1988). Dnia 17 kwietnia 1926  Emil zawarł we Lwowie ślub z Olgą z d. Willman(ur. 30 grudnia 1902, zm. 26 maja 1987 w Krakowie, spoczywa na Cmentarzu Rakowickim). Miejsce grobu Emila Łazoryka - niestety - nie jest znane. Na Cmentarzu Rakowickim istnieje jego grób symboliczny (Kwatera: L, Rząd: 16, Nr grobu: 14). Nie mieli potomstwa.

## Odznaczenia
- Odznaka pamiątkowa „Orlęta”
- Krzyż Obrony Lwowa
- Brązowy Medal za Długoletnią Służbę
- Złoty Krzyż Zasługi
- Medal Niepodległości[1]